# 彭逖
彭 逖（朝鮮語: 팽적）は、中国元の文官であり、朝鮮氏族の龍岡彭氏の始祖である。
中国金陵出身。1351年に、恭愍王に降嫁された魯国公主の師父として高麗に入国した。彭逖の官職は内閣学士であり、その後、龍岡伯に封ぜられた。